# تپه صفلن
تپه صفلن مربوط به عصر آهن است و در شهرستان گرمی، بخش موران، دهستان اجارود شرقی، روستای شلوه علیا واقع شده و این اثر در تاریخ ۱۲ دی ۱۳۸۶ با شمارهٔ ثبت ۲۰۳۰۷ به‌عنوان یکی از آثار ملی ایران به ثبت رسیده است.